# Johann Karl Friedrich Hauff
Johann Karl Friedrich Hauff oder Johann Carl Friedrich Hauff (auch Carl Hauff; * 21. April 1766 in Stuttgart; † 24. Dezember 1846 in Brüssel) war ein deutscher Mathematiker, Physiker und Hochschullehrer.

## Leben
Hauff studierte an der Universität Tübingen, an der am 25. September 1786 den Magistergrad erlangte. Von 1790 bis 1793 war er Hofmeister beim Reichskammergerichtsprokurator Friedrich Jakob Dietrich von Bostel (1744–1810) in Wetzlar, zu dessen Söhnen der Jurist Hans von Bostel zählte. Hauffs Habilitation als Privatdozent für Mathematik und Physik erfolgte 1793 an der Universität Marburg, an der er im März 1794 eine Stelle als außerordentlicher Professor der Philosophie und Mathematik und im Juni 1795 eine als ordentlicher Professor der Mathematik und Physik erhielt. Im August 1795 wurde ihm zudem die Oberaufsicht über das Physikalische Kabinett der Universität Marburg übertragen, im September 1795 wurde er auch Mitglied des Staatswirtschaftlichen Instituts, dem er 1797 und 1805 vorstand.
Hauff folgte zum 1. Juli 1808 einem Ruf als Professor der Mathematik an die Universität Wien. Dort verblieb er allerdings nur kurze Zeit, da ihm 1809 das Amt des Direktors des Physisch-Technischen Instituts in Augsburg übertragen wurde. Von dort wechselte er nach ebenfalls nur kurzer Zeit 1811 als Fürstlich Salm-Reifferscheidtscher Forst-, Berg- und Hüttendirektor nach Blansko und von dort 1815 als Gymnasialprofessor der Mathematik an das Gymnasium in Köln.
Hauff erhielt 1817 an der neugegründeten Universität Gent die Stelle eines Professors der Physik und Chemie, wobei er zudem Mathematik lehrte. Auf dieser wirkte er bis zu seiner Emeritierung 1830. Anschließend zog er sich nach Brüssel zurück.

## Werke (Auswahl)
Eigene Schriften (Auswahl)
- Lehrbuch der Arithmetik: zum Gebrauche beym eigenen und fremden Unterricht, Heyer, Gießen 1793.
- Programma academicum quo duas vexatissimas matheseos purae elementaris theorias enodare inque luce dudum desiderata collocare conatur, Neue Akademische, Marburg 1793.
- Lehrbegriff der reinen Mathematik: zum akademischen Gebrauche ausgearbeitet, Guilhauman, Frankfurt am Main 1803.
- De nova methodo naturam ad leges phaenomenorum electricorum quae a galvano cognomen sortita sunt investigandi commentatio, Krieger, Marburg 1803.
- Allgemeiner physiokratischer Briefwechsel einer Gesellschaft teutscher Gelehrten, Palm, Erlangen 1810.
- Darstellung eines Maasssystemes, Augsburg 1810.

Übersetzungen (Auswahl)
- Pierre-Simon Laplace: Darstellung des Weltsystems, aus dem Französischen übersetzt, 2 Bände, Varrentrapp und Wenner, Frankfurt am Main 1797.
- Lazare Nicolas Marguerite Carnot: Betrachtungen über die Theorie der Infinitesimalrechnung, aus dem Französischen übersetzt, Wittich, Darmstadt 1800.
- Euklid: Euklids Elemente: das erste bis zum sechsten, sammt dem Eilften und zwoelften Buch, aus dem Griechischen übersetzt, 2. Auflage, Neue Akademische, Marburg 1807.